# Pete Stauber
Peter Allen "Pete" Stauber (Duluth, 10 maggio 1966) è un politico ed ex hockeista su ghiaccio statunitense, ufficiale di polizia in pensione e membro della Camera dei Rappresentanti per lo stato del  Minnesota dal 2019.
Essendo un distretto operaio e prevalentemente rurale, Stauber è solo il secondo repubblicano a rappresentare il distretto dal 1947.

## Biografia
Stauber è nato nel maggio 1966 a Duluth, Minnesota, e ha frequentato la Denfeld High School di Duluth. Ha una laurea in criminologia presso la Lake Superior State University, dove è stato un giocatore di punta  nella squadra di hockey su ghiaccio maschile dei Lake Superior State Lakers.  È accreditato di aver aiutato a portare i Lakers alla vittoria nei playoff e nella partita del campionato di hockey su ghiaccio maschile della divisione I della NCAA del 1988. Lake Superior "divenne la scuola più piccola in assoluto a vincere il più grande premio di hockey del college".  In quel gioco, Stauber prese un colpo critico, descritto dall'editorialista Mike Mullen durante la candidatura di Stauber del 2018 alla Camera dei rappresentanti degli Stati Uniti come "rischioso, probabilmente furbo e indiscutibilmente illegale" e dal giornalista sportivo dello Star Tribune John Gilbert nel suo "Storia del 1988" sulla partita di campionato come il momento in cui "Pete Stauber è scappato inosservato quando ha sollevato la rete dagli ormeggi durante una corsa dei Saints con 1:23 dalla fine del regolamento".

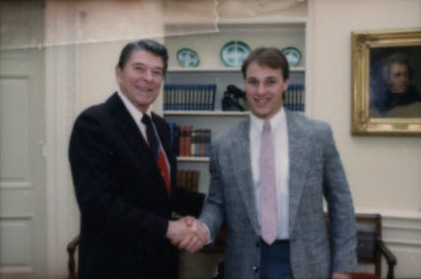
Stauber con il Presidente Reagan

Dopo aver vinto il campionato nazionale, la squadra è stata invitata alla Casa Bianca, dove Stauber ha incontrato il presidente Ronald Reagan, evento che ha definito un momento cardine nella formazione del suo interesse per la politica.

## Carriera

### Hockey professionistico
Nel 1990 Stauber firmò un contratto pluriennale con i Detroit Red Wings. I Florida Panthers lo scelsero dai Red Wings nel Draft NHL 1993.
Stauber e i suoi fratelli, John, Jamie, Bill, Dan e Robb, giocavano tutti a hockey.  Insieme gestiscono uno Stauber Brothers Military Heroes Hockey Camp annuale, un programma estivo per bambini con genitori nell'esercito. I sei sono comproprietari della Duluth Hockey Company, che ha iniziato come rivenditore di articoli sportivi ma dal 2015 si è specializzata in merce legata all'hockey.